# 奧米加旗鱂
奧米加旗鱂，為輻鰭魚綱鱂形目鰕鱂亞目鰕鱂科的其中一種，為熱帶淡水魚，分布於非洲喀麥隆淡水流域，體長可達3.1公分，棲息在雨林覆蓋的溪流底中層水域，生活習性不明。

## 擴展閱讀
維基物種上的相關：奧米加旗鱂